# Charing
Charing är en ort och civil parish i grevskapet Kent i sydöstra England. Orten ligger i distriktet Ashford, cirka 9 kilometer nordväst om Ashford. Tätorten (built-up area) hade 2 169 invånare vid folkräkningen år 2021. Charing nämndes i Domedagsboken (Domesday Book) år 1086, och kallades då Cheringes.